# Blackberry Smoke
Blackberry Smoke es una banda estadounidense de southern/country rock originaria de Atlanta, Georgia.

## Historia
La banda se funda en Atlanta en 2000 y lanzan su álbum de debut Bad Luck Ain't No Crime el 27 de enero de 2004. En 2009 publican su segundo trabajo Little Piece of Dixie premiado por la revista Paste entre otras publicaciones.
Han actuado alrededor de Estados Unidos, tanto como cabezas de cartel como teloneando a otros artistas como Eric Church, ZZ Top y Lynyrd Skynyrd. En 2011 realizaron una gira norteamericana con una veintena de actuaciones junto a Zac Brown Band y firmaron con su discográfica, Southern Ground, con la que el 14 de agosto de 2012 publican The Whippoorwill, su tercer álbum. Dos semanas más tarde actuaron en el festival benéfico Root Ride junto a los actores de la serie Sons of Anarchy.
Aunque Blackberry Smoke tenía firmado un contrato con el sello discográfico Southern Ground, el 5 de noviembre de 2014 la banda anunció que abandonaba la discográfica para firmar con Rounder Records. El 10 de febrero de 2015 publicaron Holding All the Roses bajo la producción de Brendan O'Brien. El álbum debutó en el número 1 del Top Country Albums chart.
La banda lanzó su quinto álbum de estudio, Like an Arrow, con la colaboración de Gregg Allman, el 14 de octubre de 2016, a través de su propio sello discográfico, 3 Legged Records. El álbum llegó al número 1 en las listas Billboard Country y Americana/Folk de Estados Unidos, así como en las listas de Rock del Reino Unid y Álbumes independientes durante la semana de lanzamiento. El 19 de diciembre de 2018, publicaron su sexto álbum de estudio, Find A Light.
En 2019, la banda lanzó a través de Earache Records un álbum en vivo y una película Homecoming: Live in Atlanta, grabada en su evento anual Brothers And Sisters Holiday Homecoming en la sala Tabernacle de Atlanta en noviembre de 2018.
El 28 de mayo de 2021 se lanzó su álbum You Hear Georgia. Debutó en el número 1 en la lista Billboard Americana/Folk. Vendió más de 33.000 copias la primera semana, 12.239 copias en ventas puras de álbumes. Esto fue lo suficientemente bueno como para colocarlo también en el puesto número uno en ventas de álbumes tanto en country como en rock, y en el puesto número tres en toda la música. El álbum también acumuló casi 1 millón de reproducciones en su semana de debut. El álbum fue producido por Dave Cobb y también cuenta con colaboraciones de Jamey Johnson y Warren Haynes.
En marzo de 2024, la banda anunció que el batería Brit Turner había muerto después de una batalla contra el glioblastoma. Tenía 57 años y le diagnosticaron cáncer en 2022. El 5 de abril de 2024, Preston Holcomb anunció a través de Facebook que su último concierto sería el 27 de abril y que ya no estaría de gira con la banda.
El 16 de febrero de 2024 publicaron Be Right Here, su octavo álbum de estudio, bajo la producción de Dave Cobb que fue recibido con gran éxito de crítica.

## Miembros
Miembros actuales
- Charlie Starr – voz principal, guitarra (2000-presente)
- Richard Turner – bajo, guitarra (2000-presente)
- Paul Jackson – guitarra, guitarra (2000-presente)
- Brandon Still – teclados (2009-presente)
- Benji Shanks – guitarra, mandolina, dobro (2018–presente)
- Preston Holcomb – percusión (2018–2024)

Miembros anteriores
- Brit Turner – batería (2000-2024; fallecido en 2024)

## Discografía
- 2004 – Bad Luck Ain't No Crime
- 2009 – Little Piece of Dixie
- 2012 – The Whippoorwill
- 2015 – Holding All the Roses
- 2016 – Like An Arrow
- 2018 – Find A Light
- 2018 - The Southern Ground Sessions (EP)
- 2019 - Homecoming Live In Atlanta
- 2020 - Live From Capricorn Sound Studios
- 2021 - You Hear Georgia
- 2024 - Be Right Here